# Chananja Jom Tow Lipa Teitelbaum
Chananja Jom Tow Lipa Teitelbaum (englisch Chananya Yom Tov Lipa Teitelbaum, geboren 22. Mai 1838 in Stropkov, Kaiserreich Österreich; gestorben 15. Februar 1904) war chassidischer Oberrabbiner von Sziget (1883–1904).

## Leben
Chananja wurde 1838 in Stropkov als Sohn des Rabbiners Jekusiel Jehuda Teitelbaum geboren.
Er wurde Rabbiner in Técső.
1883 wurde er Nachfolger seines Vaters als Oberrabbiner von Sziget.
Er starb 1904.
1895 verfasste er Keduschat Jom Tow, einen chassidischen Kommentar zur Tora.